# Дашогуз (аеропорт)
Аеропо́рт «Дашогуз»  — аеропорт міста Дашогуз, Туркменістан. Знаходиться за 10 км на південний захід від Дашогузу. Відкритий у 1924 році.

## Приймаємі типи повітряних суден
Ан-12, Ан-24, Ан-26, Ан-28, Ан-30, Ту-134, Ту-154, Як-40, Як-42, Boeing 737, Boeing 757, BAe-125 тощо, типи ПС 3-4 класу, вертольоти всіх типів. Максимальна злітна вага повітряного судна 100 тонн.

## Історія
Перший авіарейс було виконано у вересні 1924 року за маршрутом Каган - Ташауз - Хіва. Потім цей рейс став регулярним.
З 1940 року почалися польоти за маршрутом Чарджоу - Турткуль - Ташауз. У радянський період виконувалися регулярні рейси в Москву, Ленінград, Ташкент, Ашхабад, Уфу, Мінеральні Води та інші аеропорти СРСР.
10 жовтня  1973 року  через несправність паливної системи літак Лі-2 зазнав катастрофи поблизу аеропорту. Загинуло 5 людей. Після цього інциденту експлуатація літака Лі-2 в цивільній авіації СРСР була припинена
Нова будівля аеровокзалу відкрита в 1984 р. Реконструкція будівлі аеровокзалу, оснащення сучасним обладнанням завершені в 2009 р Термінал аеропорту дозволяє обслуговувати до 300 пасажирів на годину.
З 2013 року ведеться будівництво вежі управління повітряним рухом висотою 50 м, магістральна і сполучні рульожні доріжки, перон для літаків вартістю 200 млн дол. США. В рамках проекту створена штучна злітно-посадкова смуга довжиною 3800 м, 5 рульожних доріжок, перон для стоянки повітряних суден, буде споруджено будинок пасажирського терміналу пропускною спроможністю 500 пасажирів на годину з 4 гейтами, будівля VIP-терміналу, а також інші будівлі і споруди. .

## Авіалінії та напрямки
| Авіакомпанія          | Пункт призначення                             |
| --------------------- | --------------------------------------------- |
| Turkmenistan Airlines | Ашгабат, Туркменбаші, Туркменабат, Балканабат |